# Max Koner

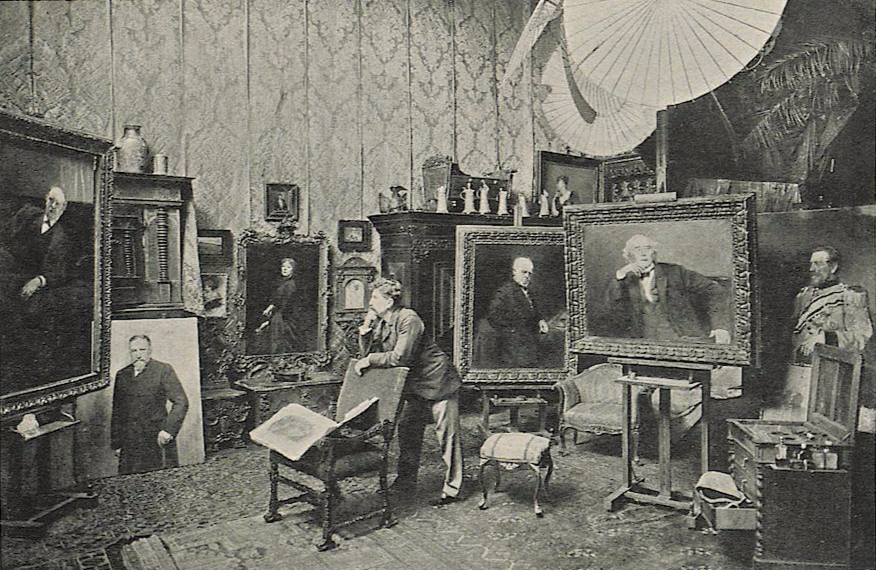
Max Koner in zijn atelier (c. 1897)

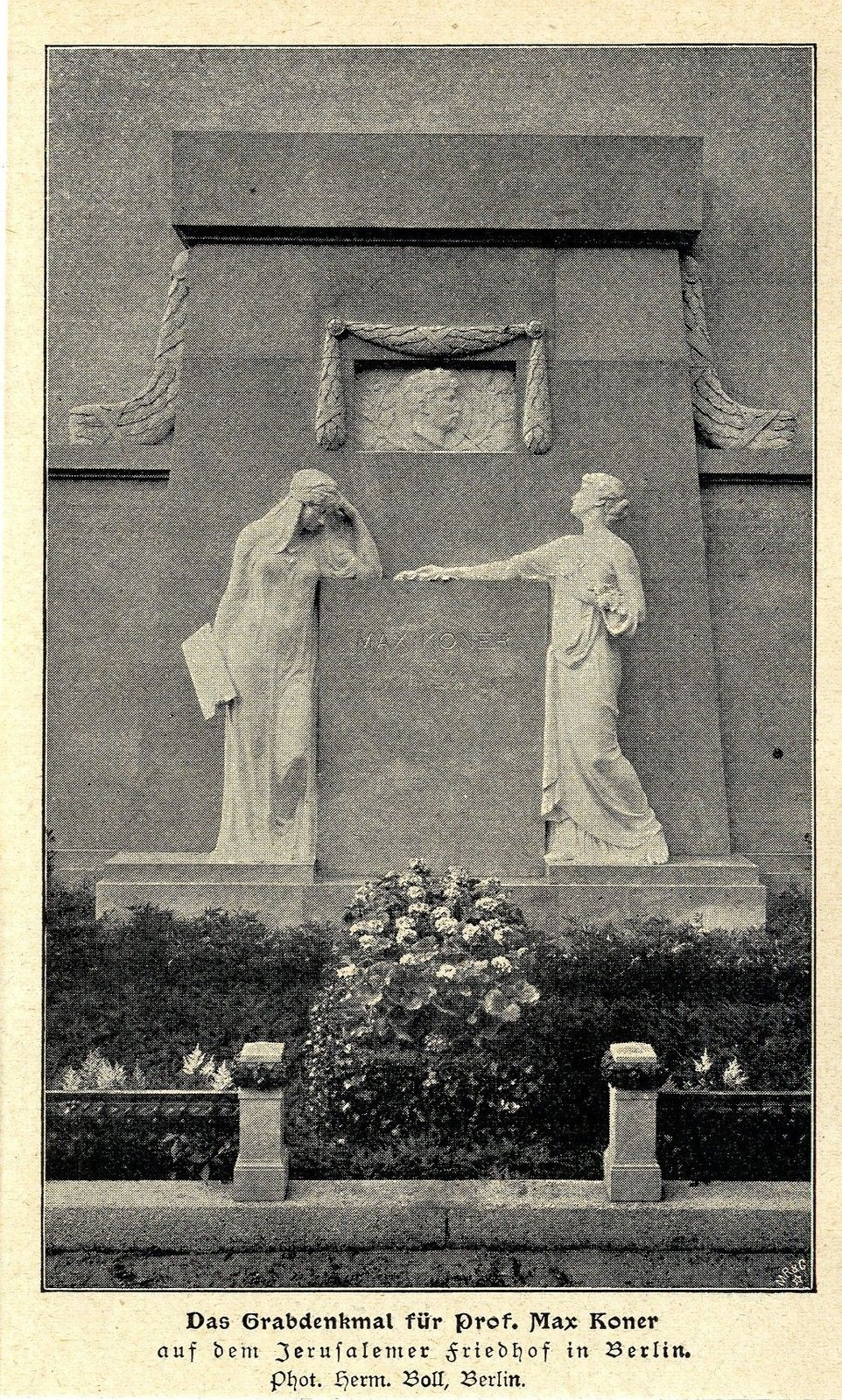
Grafmonument Max Koner

Max Koner (Berlijn, 17 juli 1854 - aldaar, 7 juli 1900) was een Duitse kunstschilder die voornamelijk portretten maakte van
aristocraten uit het Duitse keizerrijk. Het bekendst is hij van de diverse staatsieportretten die hij schilderde van keizer Wilhelm II.

## Leven
Koner studeerde van 1873 tot 1878 aan de kunstacademie in Berlijn en studeerde o.a. onder Eduard Daege en Anton von Werner.  Van 1893 tot 1900 was hij lid van de Pruisische Academie voor de Kunsten. Hij begon als landschapsschilder om vervolgens meer figuratieve schilderijen te maken en nog later zij hij zich vooral wijden aan portretschilderijen. Tussen 1888 en 1900 maakte hij meer dan honderd portretten, waaronder dertig van Kaiser Wilhelm II. Naast opdrachten van het keizerlijk hof ontving hij ook opdrachten van andere adellijke huizen, gevestigde kunstenaars, wetenschappers en van de high society van Berlijn.
In 1886 trouwde Koner met zijn studente Sophie Schäffer (1855-1929), die vooral naam maakte als portretschilderes voor kinderen. Andere studenten van Koner waren o.a. Hermann Struck (1876-1944) en Clara Siewert (1862-1945).
Op 7 juli, op 46-jarige leeftijd, kwam Koner onverwachts te overlijden. Hij werd begraven op begraafplaats I  van de Jeruzalem gemeente en de Nieuwe Kerk in Berlijn. Zijn grafmonument werd ontworpen, na het uitschrijven van een wedstrijd, door Fritz Klimsch. Het monument toonde een reliëf portret van de schilder in een gladde, hoge marmeren muur. Onder hen waren twee rouwende vrouwenfiguren in lange klassieke geplooide gewaden, gesneden uit marmer. Het graf is niet langer bewaard gebleven (status aan het begin van de 21e eeuw).

## Erkenning
In 1894 ontving Koner een gouden medaille op de Großen Berliner Kunstausstellung.

## Trivia
Koner maakte deel uit van de commissie die de kunstenaars selecteerde om de afbeeldingen te maken voor de verzamelkaarten van Stollwerck, de in Keulen gevestigde chocoladeproducent. 

## Galerij

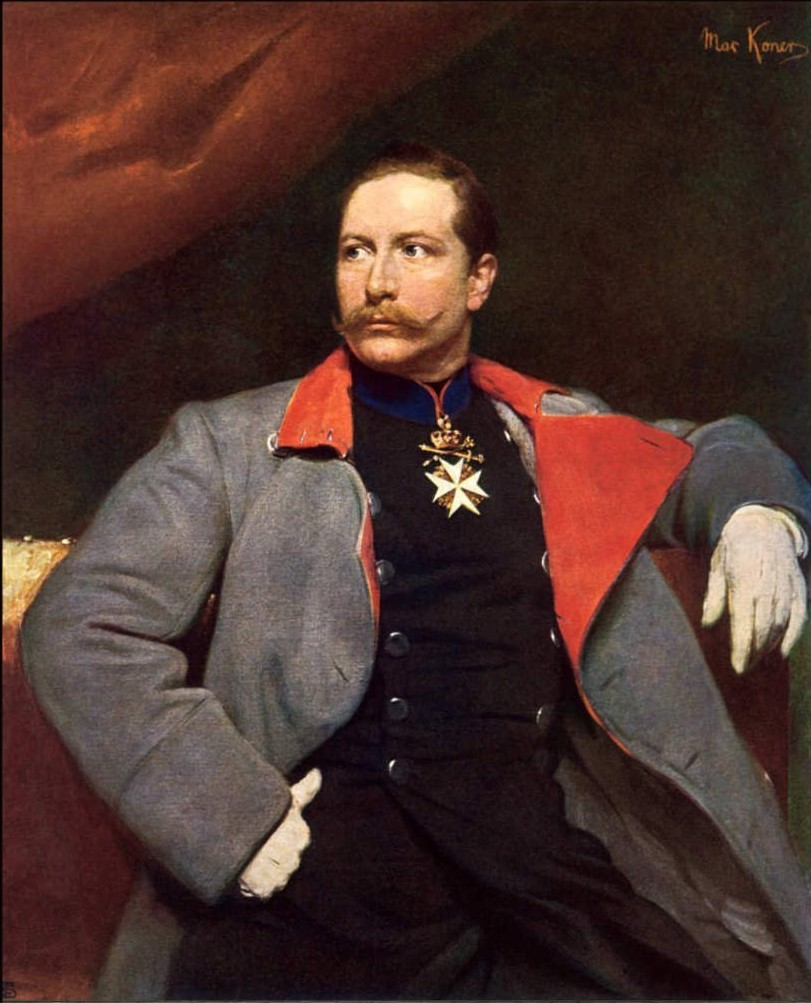
Wilhelm II im grauen Militärmantel (1892)
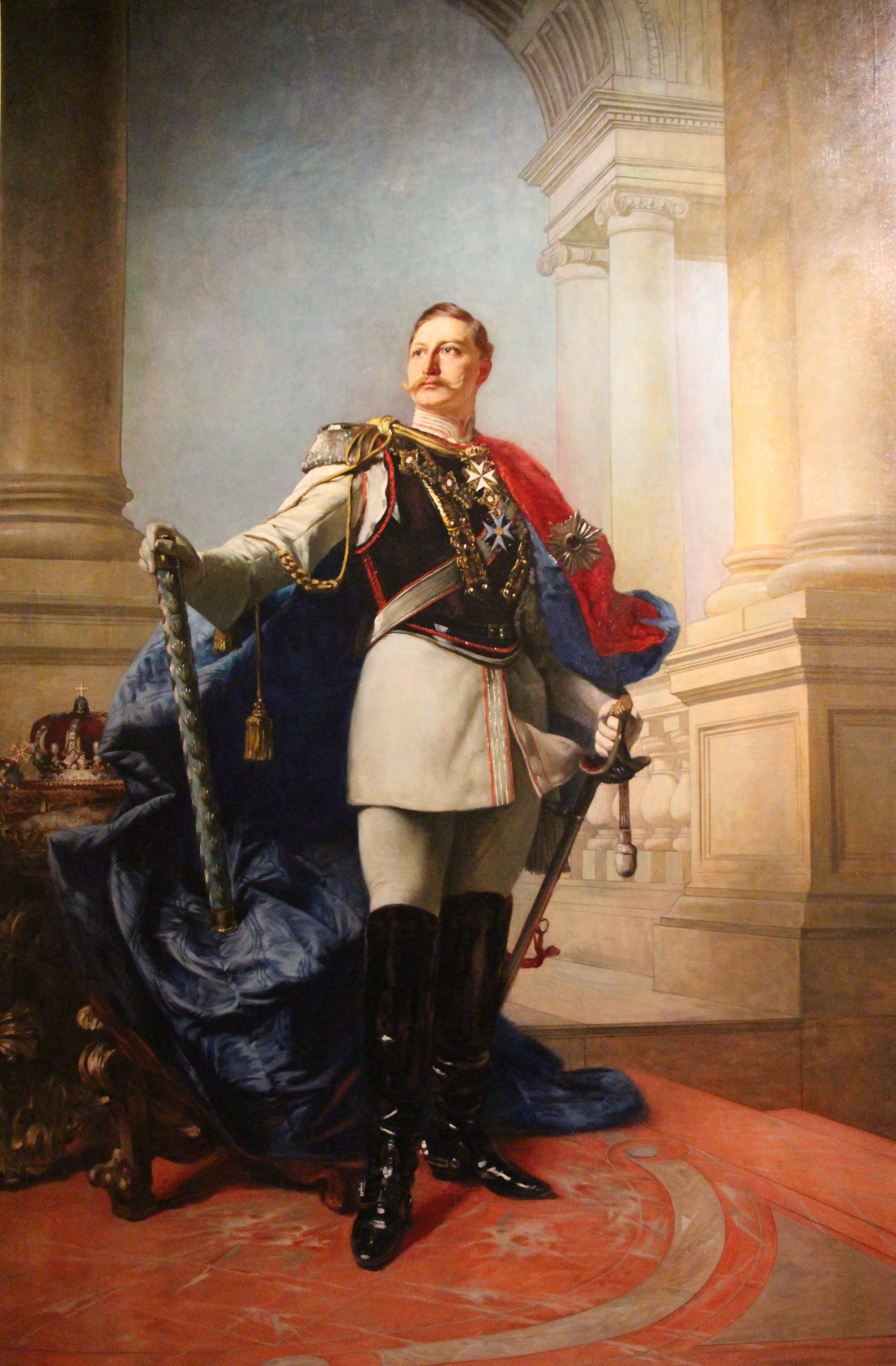
Kaiser Wilhelm II (1890). Inmiddels verloren gegaan portret van Wilhelm II dat eens in de Duitse ambassade in Parijs hing
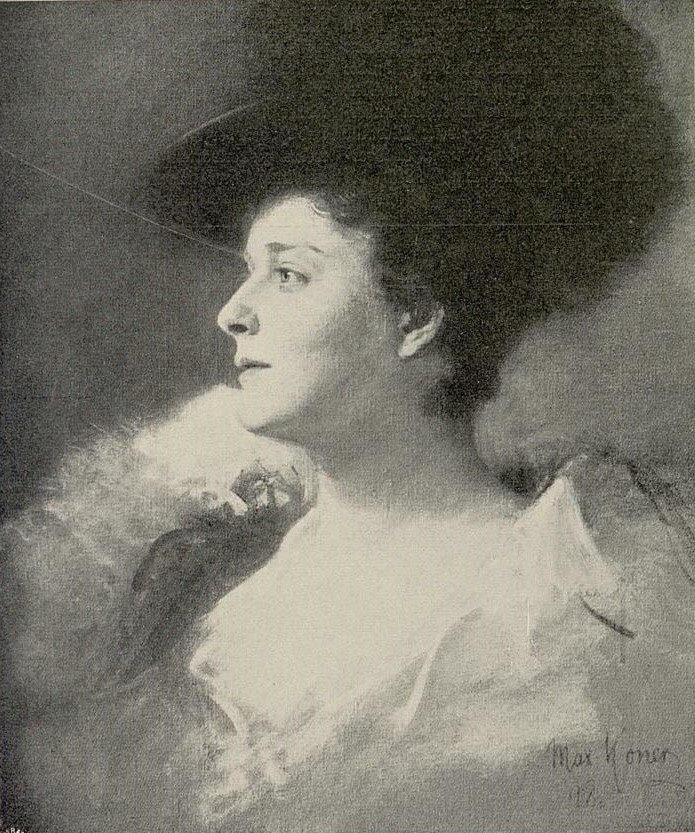
Frau Ferraris (1898)
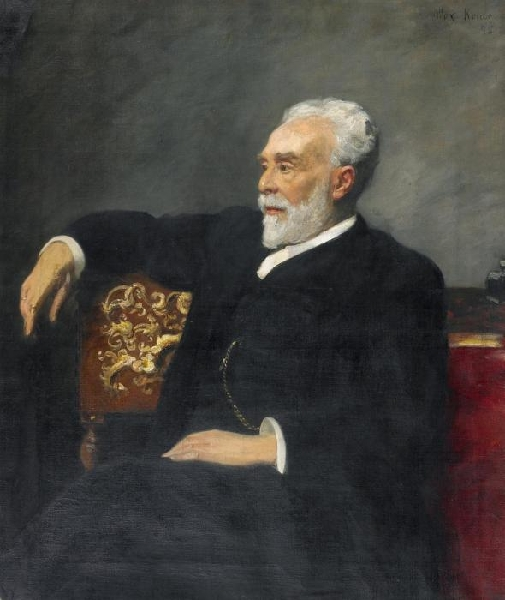
Emil du Bois-Reymond (1898)

- Gemeinsame Normdatei: 117531308
- International Standard Name Identifier: 0000 0000 6676 6288
- Library of Congress Control Number: nr99014681
- Nationale Bibliotheek van Tsjechië: xx0075793
- Nationale Bibliotheek van Israël: 987007292056705171
- Nederlandse Thesaurus van Auteursnamen: 142220205
- RKD-Nederlands Instituut voor Kunstgeschiedenis: 45567
- Union List of Artist Names: 500053660
- Virtual International Authority File: 37696028
- WorldCat: E39PBJmxQQtyJbKqrxmbgXK68C